# Autigny (Svizzera)
Autigny (toponimo francese; in tedesco Ottenach, desueto) è un comune svizzero di 793 abitanti del Canton Friburgo, nel distretto della Sarine.

## Monumenti e luoghi d'interesse

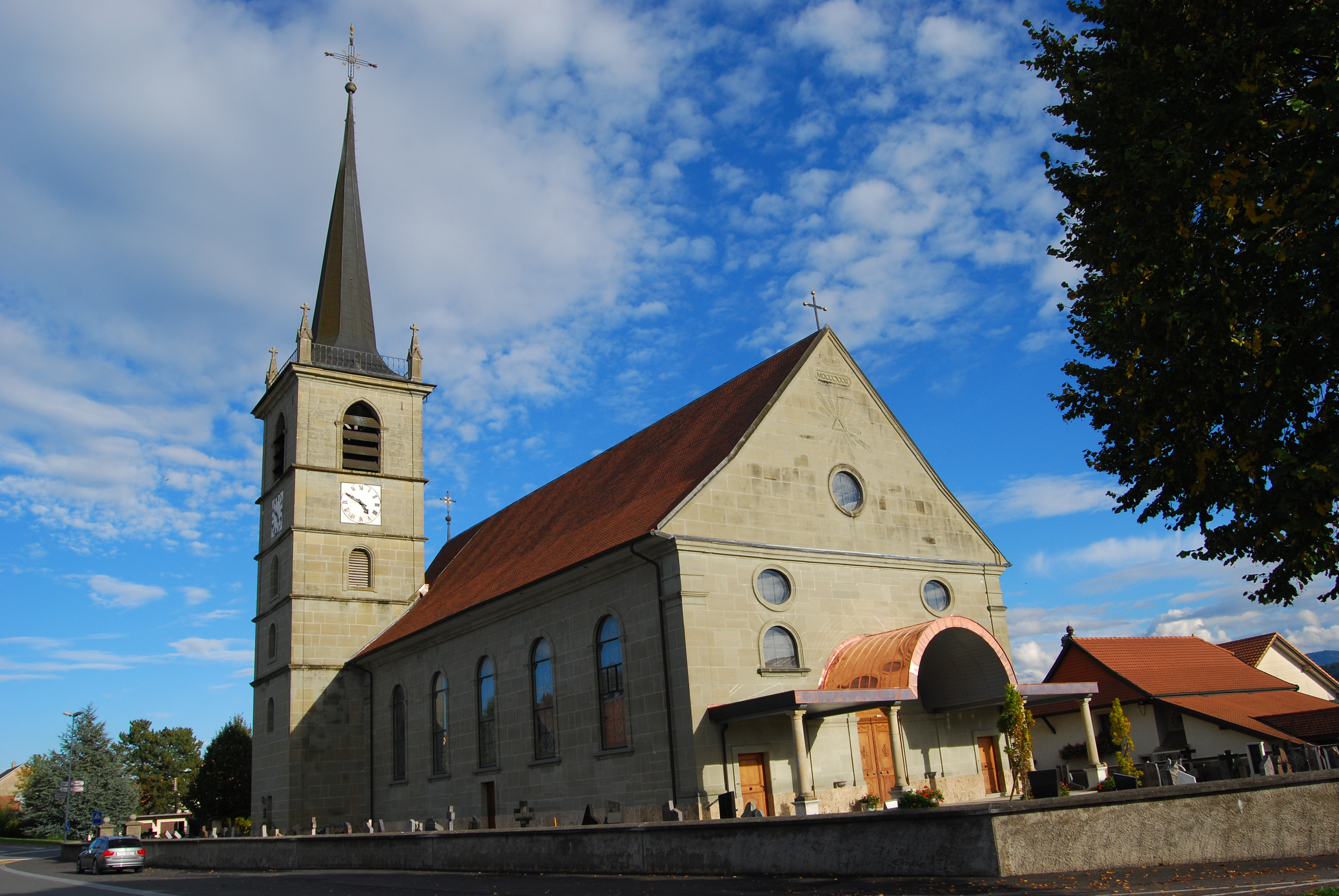
La chiesa cattolica di San Maurizio

- Chiesa cattolica di San Maurizio, attestata dal 1228 e ricostruita nel 1555 e nel 1830-1831[1].

## Società

### Evoluzione demografica
L'evoluzione demografica è riportata nella seguente tabella:
Abitanti censiti

## Amministrazione
Ogni famiglia originaria del luogo fa parte del comune patriziale che ha la responsabilità della manutenzione di ogni bene comune.